# 段華國
段華國（？—？），陝西鎮原縣人，清朝政治人物、貢士出身。
順治年間，拔貢出身。順治十六年，擔任山西介休縣知縣。